# Ttukseom (métro de Séoul)
Ttukseom (en coréen 뚝섬역) est une station de passage de la ligne 2 du métro de Séoul. Elle est située Seongsu-dong, dans l'arrondissement de Seongdong-gu à Séoul en Corée du Sud.
Ouverte en 1983, elle est desservie par les rames omnibus qui circulent sur la ligne 2.

## Situation sur le réseau

Plan du réseau (2023)

Établie en aérien, la station Ttukseom est une station de passage dela ligne 2 du métro de Séoul. Elle est située sur la section principale circulaire entre Seongsu, en direction de Hôtel de Ville, rotation dans le sens des aiguilles d'une montre sur la section circulaire, et Université de Hanyang], en direction de Hôtel de Ville, rotation dans le sens inverse des aiguilles d'une montre sur la section circulaire.

## Histoire
La station Ttukseom est mise en service le 16 septembre 1983 lors de l'ouverture à l'exploitation de la ligne 2 du métro de Séoul.

## Services aux voyageurs

### Accès et accueil
Situé à Seongsu-dong, cette station de la line 2 est établie en surface. La station dispose notamment d'automates pour l'achat de titres de transport.

### Desserte
Ttukseom est desservie par les rames omnibus qui circulent sur la ligne 2.

Installations
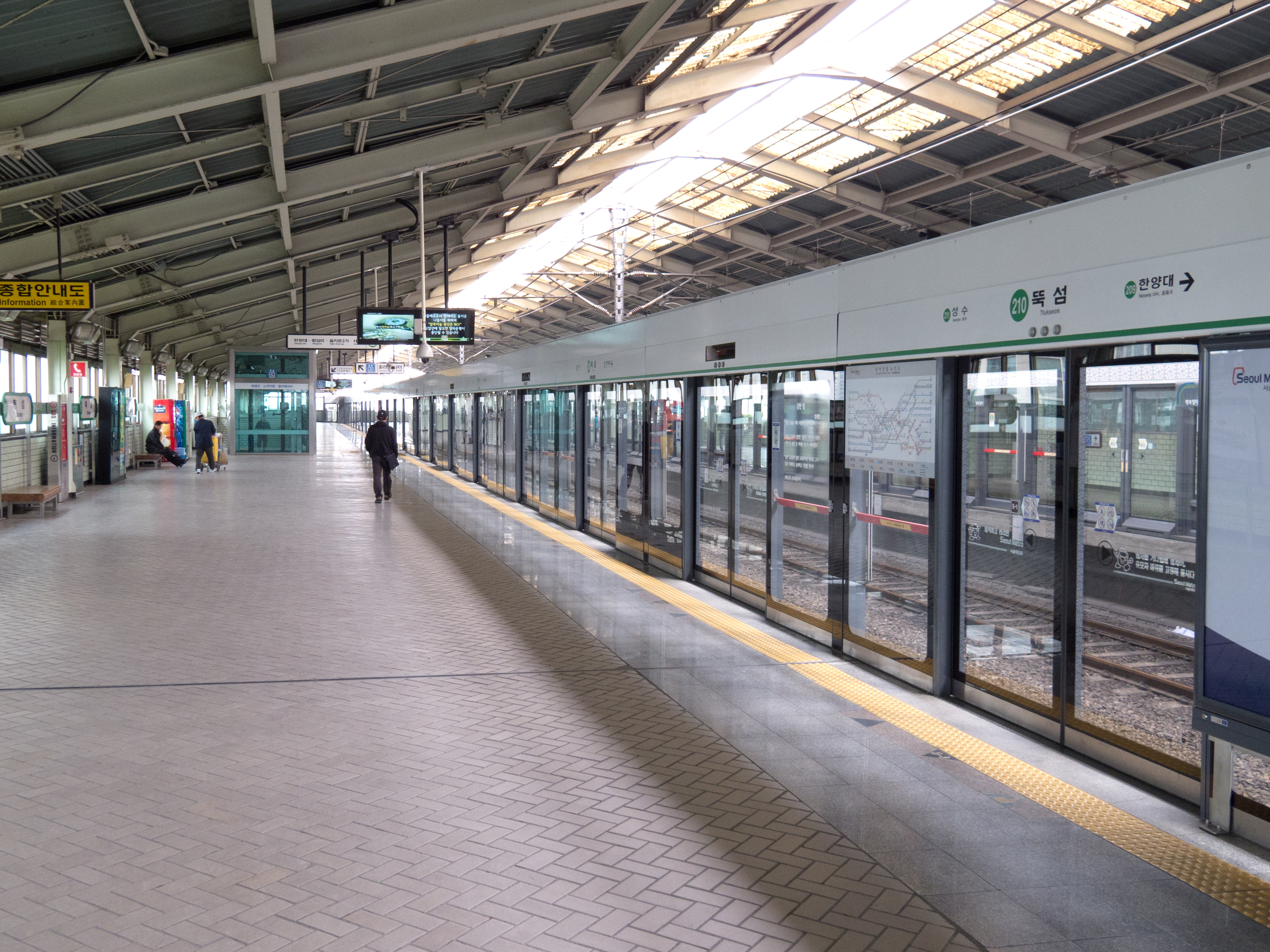
En 2011.
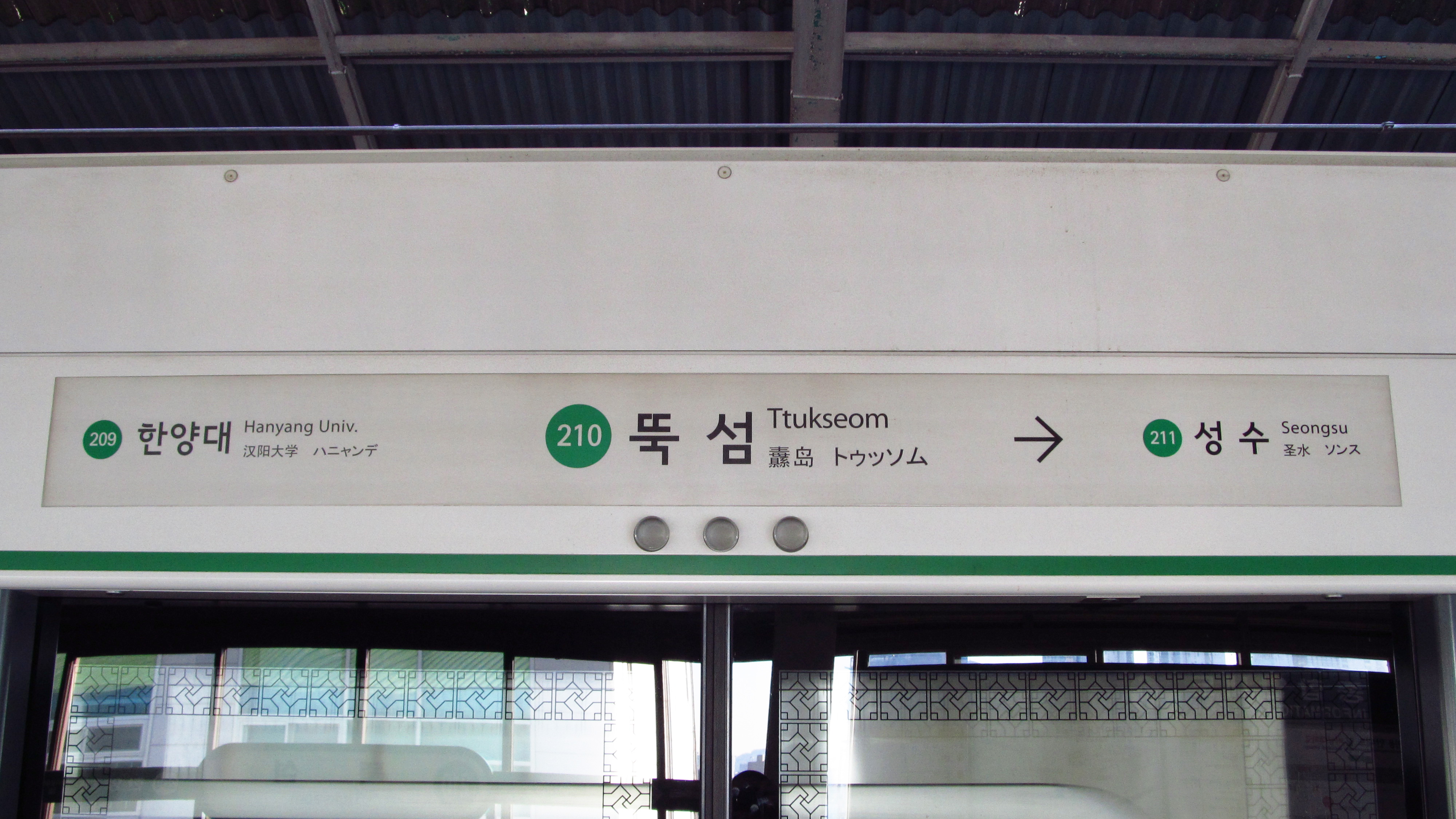
En 2018.
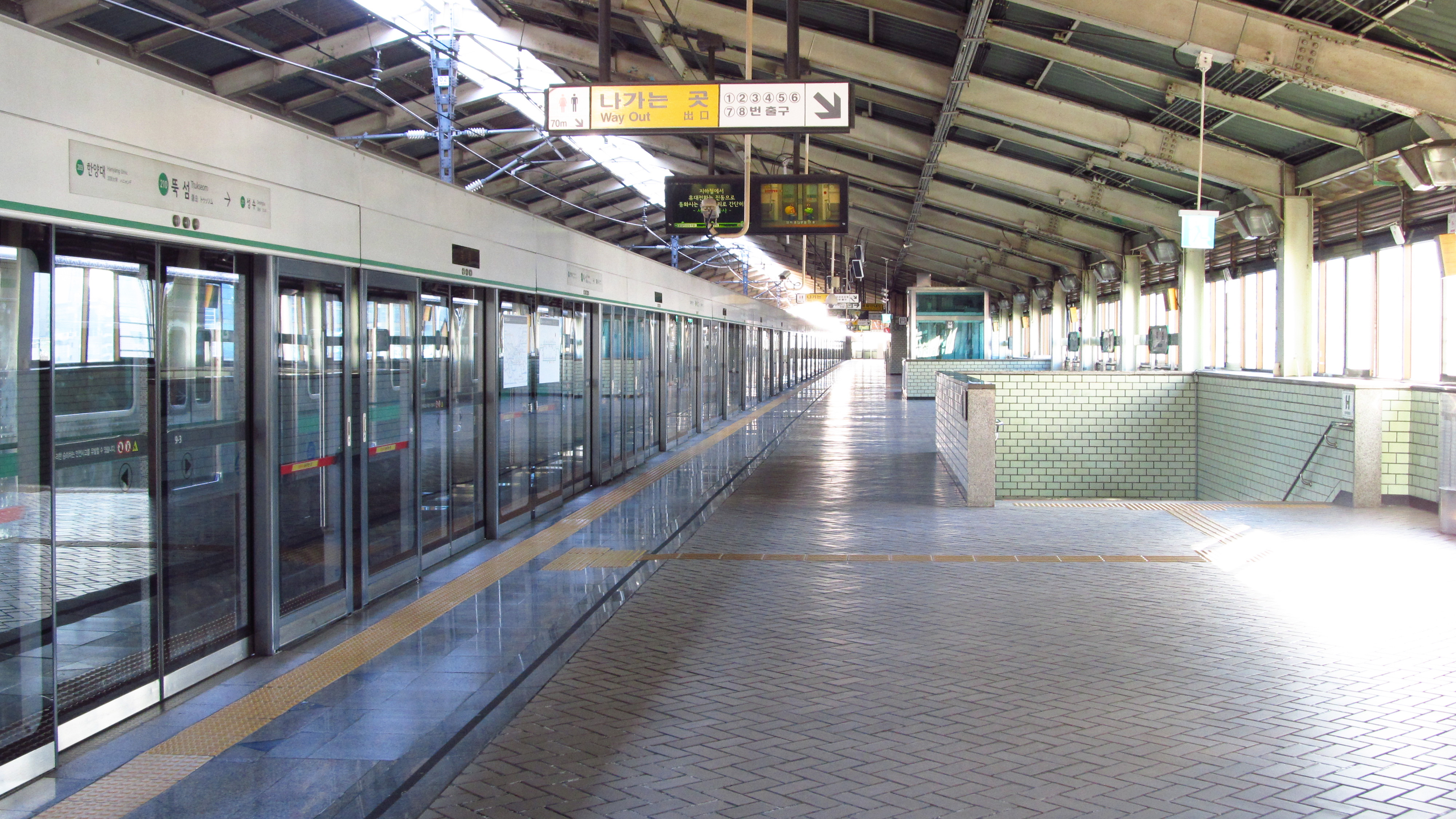
En 2018.

### Intermodalité
Des arrêts de bus urbains sont situés à proximité de certains accès de la station.

## À proximité
On y trouve notamment : la Forêt de Séoul et le centre sportif communautaire de Seongdong.
On y trouve également le building de résidence Trapalace.